# Campeonato Baiano Segunda Divisão 2016
In 2016 werd het 47ste Campeonato Baiano Segunda Divisão gespeeld voor voetbalclubs uit de Braziliaanse staat Bahia. De competitie werd gespeeld van 10 juli tot 25 september en werd georganiseerd door de FBF. Atlântico werd kampioen. 

## Eerste fase
| Plaats | Club                | Wed. | W | G | V | Saldo | Ptn. |
| ------ | ------------------- | ---- | - | - | - | ----- | ---- |
| 1.     | Teixeira de Freitas | 10   | 7 | 0 | 3 | 20:11 | 21   |
| 2.     | Atlântico           | 10   | 5 | 3 | 2 | 16:10 | 18   |
| 3.     | Ypiranga            | 10   | 5 | 2 | 3 | 20:14 | 17   |
| 4.     | Atlético Alagoinhas | 10   | 3 | 3 | 4 | 11:14 | 12   |
| 5.     | Catuense            | 10   | 3 | 2 | 5 | 12:19 | 11   |
| 6.     | Juazeiro            | 10   | 1 | 2 | 7 | 12:23 | 5    |

|  | Gekwalificeerd voor finale |

## Finale
|                    |            |       |                     |                                                                                       |
| 18 september 16:00 | Atlântico  | 1 – 0 | Teixeira de Freitas | Pituaçu, Salvador Toeschouwers: 279 Scheidsrechter: Ricarle Gustavo Gonçalves Batista |
| 18 september 16:00 | Junior 72' |       |                     | Pituaçu, Salvador Toeschouwers: 279 Scheidsrechter: Ricarle Gustavo Gonçalves Batista |

|                    |                     |       |                               |                                                                                    |
| 25 september 16:00 | Teixeira de Freitas | 1 – 2 | Atlântico                     | Tomatão, Teixeira de Freitas Toeschouwers: 1.559 Scheidsrechter: Diego Pombo Lopez |
| 25 september 16:00 | Dinda 51'           |       | 35' (pen) Dionisio 82' Junior | Tomatão, Teixeira de Freitas Toeschouwers: 1.559 Scheidsrechter: Diego Pombo Lopez |

## Kampioen
| Campeonato Baiano de 2016 - Segunda Divisão |
| ------------------------------------------- |
| ATLÂNTICO 1º Titel                          |